# Festival Lumière 2014
Le Festival Lumière 2014 est la sixième édition du Festival Lumière.

## Déroulement et faits marquants
La sixième édition du festival a eu lieu du 13 au 19 octobre 2014.
Le Prix Raymond Chirat est créé pour récompenser une personnalité œuvrant à la préservation et à la transmission de la mémoire du cinéma.
La région Auvergne-Rhône-Alpes invite plus de 2500 lycéens à la projection de certains films du festival. Chaque élève a ensuite la possibilité de voter pour son film préféré afin de décerner le Prix des Lycéens.

### Prix Lumière
Le prix Lumière est remi à Pedro Almodóvar le vendredi 17 octobre par Juliette Binoche,.

### Rétrospectives
- Histoire permanente des femmes cinéastes : Ida Lupino

### Événements, invitations, hommages
- Soirée d'ouverture : projection du film Bonnie and Clyde (1967) d'Arthur Penn avec Faye Dunaway, une des comédiennes principales en invitée d'honneur
- Séance de clôture : projection du film Tout sur ma mère (1999) de Pedro Almodóvar en sa présence[2]
- Séance jeune public - Le Voyage de Chihiro de Hayao Miyazaki
- Nuit Alien - Alien, le huitième passager de Ridley Scott, Aliens de James Cameron, Alien 3 de David Fincher, Alien, la résurrection de Jean-Pierre Jeunet[2]

### Prix
- Prix Raymond Chirat : aucun prix décerné pour cette édition[3]
- 3e Prix Bernard Chardère : Danièle Heymann[4]
- 1er Prix des Lycéens : Talons aiguilles (1991) réalisé par Pedro Almodóvar ex aequo avec La vie est belle (1946) réalisé par Frank Capra